# Nicola Fabriani
 Nicola Fabriani     , dit il Monaco,   (né en  Ombrie, Italie) est un pseudo-cardinal italien du XIVe siècle créé par l'antipape de Pise Nicolas V. Il est membre de l'ordre des augustins.

## Biographie
Nicola Fabriani est provincial de son ordre et inquisiteur. Il est condamné à emprisonnement éternel pour malconduite dans la chapelle de Montpellier, mais se réfugie à Rome et y assiste notamment au couronnement de l'empereur Louis de Bavière.
L'antipape Nicolas V le crée cardinal lors du consistoire du 15 mai 1328.  Il est excommunié par le pape Jean XXII et resigne en 1333.

## Sources
- Fiche du cardinal sur le site fiu.edu